# Сафонов, Анатолий Георгиевич
Анатолий Георгиевич Сафо́нов (20 сентября 1919 года, д. Чертан Златоустовского уезда Уфимской губернии  — 24 июня 1944 года) — командир стрелковой роты 1345-го стрелкового полка (399-я стрелковая дивизия, 48-я армия, 1-й Белорусский фронт), старший лейтенант, Герой Советского Союза.

## Биография
Анатолий Георгиевич Сафонов родился 20 сентября 1919 года в деревне Чертан, ныне Дуванского района Республики Башкортостан, в крестьянской семье. После окончания Дуванской семилетки в 1935 году поступал в техникум в городе Златоуст, но не был принят по причине возраста.
Работал учётчиком на Дуван-Мечетлинской МТС, затем счетоводом. Семья вернулась жить в Чертан, и Анатолий поступил на сушзавод рабочим. На заводе был избран секретарём комсомольской организации. Затем перешёл в Дуванскую МТС бухгалтером. Без отрыва от работы окончил школу колхозной молодёжи. Писал стихи, играл на баяне.
Прибавил себе по документам 2 года, чтобы попасть в армию. Поэтому в наградном листе стоит год рождения — 1919-й. В октябре 1939 года был призван в пограничные войска на западную границу. Служа в пограничных войсках, Анатолий Сафонов подаёт рапорт за рапортом с просьбой отправить его в район боевых действий на финскую войну. Но не успел.
Как отличника пограничной службы Анатолия направили учиться в пограничное училище в Москву, там и застала его война.
С сентября 1941 года по декабрь 1942 года командир взвода 7-го мотострелкового полка 2-й мотострелковой дивизии особого назначения в Москве. Был ранен.
В конце 1942 года в звании лейтенанта отправлен на Западный фронт. Сначала командовал стрелковым взводом, потом ротой.
С апреля 1944 года он получает назначение на Белорусский фронт. Отличился 24 июня 1944 года при переправе советских войск через реку Друть около деревни Заполье Белорусской ССР.
Погиб 24 июня 1944 года, похоронен в деревне Заполье, Рогачёвского района, Гомельской области БССР.
Указом Президиума Верховного Совета СССР от 23 августа 1944 года присвоено звание Героя Советского Союза.

## Подвиг
24 июня 1944 года, при прорыве долговременной обороны немцев, тов. Сафонов, командуя стрелковой ротой, первым, под сильным артиллерийским, пулемётным и миномётным огнём противника переправился через реку Друть и штурмом сломил систему обороны немцев на набережной высоте с превосходящими силами врага и естественными препятствиями — крутого, обрывистого берега. В пылу боя Сафонов успевал смотреть за своими бойцами, подавать команды, следить за врагом.
Во фронтовой газете ефрейтор М. Гольдберг о последних минутах жизни Сафонова писал: «Когда враг уже был выбит из второй траншеи, разрыв вражеской мины оборвал жизнь героя. „Прощайте, друзья! Подтяните артиллерию“, — были его последние слова».
Это было неподалёку от белорусских деревень Заполье и Близнецы. На том гребне высоты, за которую сражался герой, его и похоронили с почестями бойцы.
23 августа 1944 года Указом Президиума Верховного Совета СССР Сафонову Анатолию Георгиевичу присвоено звание Героя Советского Союза.

## Награды
- Медаль «Золотая Звезда» Героя Советского Союза (23.08.1944)[3];
- орден Ленина (23.08.1944);
- орден Отечественной войны 2-й степени (01.07.1944)[7].